# Ореховка (Тараклійський район)
Оре́ховка (рум. Orehovca) — село в Тараклійському районі Молдови, відноситься до комуни Салчія.